# Kang In-soo
Kang In-soo (hangul: 강인수 (); Suwon, Provincia de Gyeonggi, 10 de marzo de 1988) es un cantante y actor surcoreano. En su adolescencia, se postuló para el Departamento de Teatro y Cine en la escuela secundaria, pero se especializó en danza luego de que su solicitud inicial fuera rechazada. Kang firmó con H2 Media, donde debutó con el grupo masculino surcoreano Myname, en el que sigue hasta la actualidad. Es vocalista del quinteto. Realizó su primer papel actoral en Shinokubo Story (2013) junto al grupo. Naked (2017), su primer miniálbum independiente de Myname, fue lanzado en Japón en septiembre. Se alistó en el servicio militar obligatorio el mes siguiente.

## Biografía y carrera

### 1988-2010: Primeros años de vida y comienzos de carrera
Kang In-soo nació el 10 de marzo de 1988 en Suwon, Provincia de Gyeonggi. En su adolescencia, postuló sin éxito a la Escuela Secundaria de Artes de Anyang, dependiente del Departamento de Teatro y Cine. Volvió a postularse bajo el programa de danza como su segunda opción y fue aceptado. Durante los dos primeros años evitó bailar y en su lugar tomó lecciones de canto y música. Para poder graduarse de la escuela secundaria, se le pidió que concibiera una pieza de danza. Un profesor de baile visitó la escuela para ayudar en la producción de los estudiantes, cuando Kang "se enamoró" del ballet al ver los movimientos del profesor. Además del ballet, practicó danza moderna durante su último año en la escuela secundaria. Aprobó el concurso de la Universidad Sejong y fue admitido como estudiante de danza a pesar de no saber bailar. Se graduó de la institución y, durante dos años, se desempeñó como instructor de ballet para los gimnastas rítmicos Son Yeon-jae y Shin Soo-ji. Posteriormente asistió a la Universidad Nacional Abierta de Corea.
Después de deliberar entre una carrera en ballet y música, decidió participar en la segunda temporada de la serie de televisión de talentos Superstar K. Después de su aparición en el programa, comenzó a recibir "llamadas de amor" de varias compañías de entretenimiento, que rechazó por una oportunidad de probar para Hwanhee de Fly to the Sky bajo H2 Media. Al no aprobar la audición, se sentó junto a un purificador de agua en la entrada de la empresa y saludó al personal durante los siguientes siete días consecutivos para que reconocieran su rostro. Él explicó: "Lo hice porque quería mostrarles lo entusiasmado que estaba y que puedo hacerlo". Como resultado, fue invitado a practicar y se convirtió en aprendiz bajo el sello.

### 2011-presente: Carrera y servicio militar
Kang es un vocalista del grupo masculino surcoreano Myname. El grupo lanzó su sencillo debut "Message" en 2011. Kang hizo su debut como actor junto con su grupo en la película Shinokubo Story (2013), donde interpretó a uno de los cinco personajes que buscaban convertirse en "estrellas". Lanzó su primer miniálbum en solitario Naked in Japan el 6 de septiembre de 2017. El estilo musical de Kang estuvo influenciado por Taeyang de Big Bang, Kim Junsu de JYJ, Chris Brown y Usher. Realizó un evento de lanzamiento en la tienda Tower Records en Shibuya el día antes del lanzamiento de Naked, al que acudieron 400 asistentes. El miniálbum se ubicó en el puesto número 19 en la lista nacional de álbumes Oricon de Japón, vendiendo 3.346 copias en su primera semana. Kang realizó dos conciertos en solitario a finales de septiembre para promocionar Naked.
Kang se alistó en el servicio militar el 26 de octubre de 2017. Recibió entrenamiento militar en el Centro de Entrenamiento del Ejército de Corea en Nonsan, Provincia de Chungcheong del Sur.

## Estilo musical
El miniálbum debut en solitario de Kang, Naked, abarca baladas, R&B, dance y música rock. Su primer sencillo, "Naked Love", es una canción EDM. Kang ha citado a Hwanhee y al cantante estadounidense Usher como sus mayores influencias.

## Discografía

### Álbumes

#### Miniálbumes
| Título  | Detalles del álbum                                                                                                | Posiciones máximas en los gráficos | Posiciones máximas en los gráficos | Ventas       |
| Título  | Detalles del álbum                                                                                                | JPN                                | JPN                                | Ventas       |
| Título  | Detalles del álbum                                                                                                | Oricon                             | Billboard                          | Ventas       |
| Japonés | Japonés | Japonés                            | Japonés                            | Japonés      |
| ------- | --- | ---------------------------------- | ---------------------------------- | ------------ |
| Naked   | - Fecha de lanzamiento: 6 de septiembre de 2017 - Etiqueta: Universal Music Japón - Formato: CD, descarga digital | 19                                 | 20                                 | - JPN: 3,346 |

### Sencillos
| Título       | Año     | Posiciones más altas en los gráficos | Ventas  | Álbum   |
| Título       | Año     | Billboard JPN                        | Ventas  | Álbum   |
| Japonés      | Japonés | Japonés                              | Japonés | Japonés |
| ------------ | ------- | ------------------------------------ | ------- | ------- |
| "Naked Love" | 2017    | —                                    |         | Naked   |

### Apariciones en bandas sonoras
| Título                                                                                      | Año  | Lanzamiento                | Ref.   |
| ------------------------------------------------------------------------------------------- | ---- | -------------------------- | ------ |
| "Wish for You" (con Lee Sang)                                                               | 2020 | Wish You OST               | [ 20 ] |
| "Wish for You (Acoustic Ver.)"                                                              | 2020 | Wish You OST               | [ 20 ] |
| "Close to You (Acoustic Ver.)" (너에게 더 가까이 (romanización revisada, Neoege Deo Gakkai) | 2020 | Wish You OST               | [ 20 ] |
| "Without You"                                                                               | 2021 | Nobleman Ryu's Wedding OST | [ 21 ] |
| "CuzLove" (사랑을 해서 (romanización revisada, Sarangeul Haeseo)                            | 2021 | Start Dating OST Part. 6   | [ 22 ] |

## Filmografía

### Programas de televisión
| Año  | Título          | Difusión | Papel               | Ref.   |
| ---- | --------------- | -------- | ------------------- | ------ |
| 2010 | Superstar K 2   | Mnet     | Concursante         | [ 7 ]  |
| 2020 | Handsome Tigers | SBS      | Miembro del casting | [ 23 ] |

### Series de televisión
| Año  | Título                              | Difusión           | Papel       | Ref.          |
| ---- | ----------------------------------- | ------------------ | ----------- | ------------- |
| 2020 | Wish You: Your Melody From My Heart | Netflix            | Él mismo    | [ 24 ]        |
| 2021 | Nobleman Ryu's wedding'             | Idol Romance       | Ryu Ho-seon | [ 25 ]        |
| 2021 | Starting Point of Dating            | YouTube Miniseries | Gye Han-sol | [ 26 ] [ 27 ] |

## Teatro
| Año  | Título en inglés | Título en coreano | Papel        | Ref.   |
| ---- | ---------------- | ----------------- | ------------ | ------ |
| 2021 | Navilera         | 나빌레라          | Chae rock    | [ 28 ] |
| 2022 | The NOW          | The NOW           | Kim Soo-hoon | [ 29 ] |